# مرغ آمین
مُرغ آمین در باور و فرهنگ مردم ایران، نام فرشته‌ای است که مدام درحال پرواز است و دائماً «آمین» می‌گوید. معروف است که اگر کسی نیازی داشته باشد و آن را بیان کند و همان دم مرغ آمین نیز از فراز سر او بگذرد، نیاز و دعاهای او برآورده می‌شود.
در اعتقاد عامه فرشته‌ای است که در هوا پرواز کند و همیشه آمین گوید و هر دعایی که به آمینش رسد مستجاب شود. در عقاید عامه، این است که گاهی در حین دعا یا نفرین مرغی به نام مرغ آمین در پرواز باشد و سبب برآمدن و مستجاب شدن آن نفرین یا آفرین گردد.
«فرشته‌ای است که در آسمان پرواز می‌کند و مدام آمین می‌گوید و اگر دعایی به آمین او اصابت کند مستجاب می‌شود.»
البته آمین نام ستاره‌ای نیز هست که به هنگام طلوع آن، دعا مستجاب می‌شود.
در مجموعه نمایش خانگی شهرزاد ساخته حسن فتحی، مرغ آمین به عنوان نمونه بارزی از این تعریف استجابت دعا و به عنوان نماد عشق مورد استفاده قرار گرفت و از زیورآلات آن استفاده شد.

## در ادبیات پارسی
در ادبیات پارسی نیز مرغ آمین با ویژگی‌های پیش‌گفته مورد توجه قرار گرفته است. از جمله معروف‌ترین نمونه‌های ادبی که در آن به مرغ آمین اشاره شده است، شعر مرغ آمین از نیمایوشیج است.